# Brunneriana ceylonica
Brunneriana ceylonica är en insektsart som först beskrevs av Brunner von Wattenwyl 1895.  Brunneriana ceylonica ingår i släktet Brunneriana och familjen vårtbitare. Inga underarter finns listade i Catalogue of Life.